# Adult Performer Advocacy Committee
Adult Performer Advocacy Committee o Comitè de defensa d'intèrprets adults (APAC) és un grup laboral organitzat nord-americà per a actors pornogràfics. Presentada el 2014, poc després del tancament de l'⁣Adult Industry Medical Health Care Foundation (AIM), l'organització va publicar un vídeo anomenat Porn 101 que conté consells per a artistes pornogràfics nous i establerts. APAC opera com un esquema de mentors i manté recursos per a les persones que comencen a actuar pornogràficament, així com acollir escenes i presentacions en viu, publicar interpretacions i fer lobby per la pornografia.
Un membre fundador del grup, James Deen, va renunciar als seus papers el 2015 després d'una sèrie de denúncies d'agressió sexual i violació contra ell, que van implicar accions tant en les seves relacions personals com en actuacions a la pantalla. La presidenta del 2018, Ginger Banks, va dimitir després de la seva resposta inicial a una escena en què la seva companya d'escena va plantejar preocupacions sobre el comportament de John Stagliano que va causar reacció i assetjament. Altres intèrprets amb papers importants a l'organització han inclòs Stoya, Nina Hartley, Chanel Preston i Tasha Reign.

## Història
El grup estava format inicialment pels actors pornogràfics Anikka Albrite, Mick Blue, James Deen i Stoya. Va ser presentat el febrer de 2014 per representar els interessos dels actors pornogràfics, inclosos els drets dels seus treballadors, la salut i la seguretat i l'organització comunitària. Nina Hartley va dir que organitzacions similars a l'APAC havien fracassat "per manca d'organització o estrangulació directa per part de ... productors", i que l'APAC va sorgir de les noves formes de comunicació que permeten les xarxes socials, tant dins de la indústria com en la comunicació amb el públic.
Una de les primeres activitats del grup va ser la producció d'un vídeo de consells Porn 101 per a intèrprets pornogràfics actuals i aspirants. Compartint el seu nom amb un vídeo anterior sobre el mateix tema, produït per Sharon Mitchell al voltant de la formació de l'Adult Industry Medical Health Care Foundation (AIM) el 1998 després d'un brot de VIH a la pornografia nord-americana. L'AIM va tancar el 201. Jessica Drake, Nina Hartley i Kimberly Kane, que de manera independent havien considerat un vídeo seqüela de Porn 101, i van arribar a participar en el guió. El vídeo comptava amb un gran nombre d'actors, molts dels quals es van unir a l'APAC. Mark Kernes d'⁣AVN el va recomanar com "una visita obligada per a qualsevol persona que pensi a entrar a la indústria per a adults, i per a molts que ja hi estan". David M. Kopp, a Famous and (Infamous) Workplace and Community Training (2017), va elogiar el vídeo com "una peça ben feta i de primer ordre de formació asíncrona".
Després de l'elecció del Consell d'Administració de 2014, Deen va començar a exercir com a president, amb Chanel Preston com a president, Conner Habib com a vicepresident, Veruca James com a tresorera i Ela Darling com a secretària. El 2015, Deen va ser acusat d'agressió sexual i violació per part de nombroses dones, inclòs abús en relacions personals i en platós pornogràfics. Després que les denúncies es fessin públiques, Stoya, i tot seguit Deen van renunciar als seus càrrecs a l'APAC, i es va publicar un comunicat dient que "estem amb els intèrprets i altres treballadores sexuals que són víctimes de qualsevol mena d'agressió sexual". Tanmateix, Preston, que va assumir el paper de Deen com a president, va mantenir la relació amb Deen. Aurora Snow, escrivint a The Daily Beast, va comentar: "Pot resultar difícil per a les dones ... per recórrer a una organització encapçalada ara per l'actual soci de Deen, però Preston no té la culpa d'això. En una indústria tan petita, molts, si no la majoria, intèrprets entren i surten de les relacions entre ells... No obstant això, les dones que s'han sentit víctimes per Deen poden sentir-se com si no tinguessin on recórrer sinó al públic".
A principis del 2018, la presidenta Tasha Reign va dir a The Washington Post que tenia com a objectiu que tots els treballadors pornogràfics rebin formació, inclosos directors i productors, i que el moviment Me Too la va fer "més empoderada" per parlar amb llibertat. Va defensar la regulació i els recursos relacionats amb la salut, inclosa la salut mental, el consentiment i l'assetjament. Reign va donar suport personalment a augmentar l'edat mínima d'un intèrpret pornogràfic als Estats Units de 18 a 21 anys.

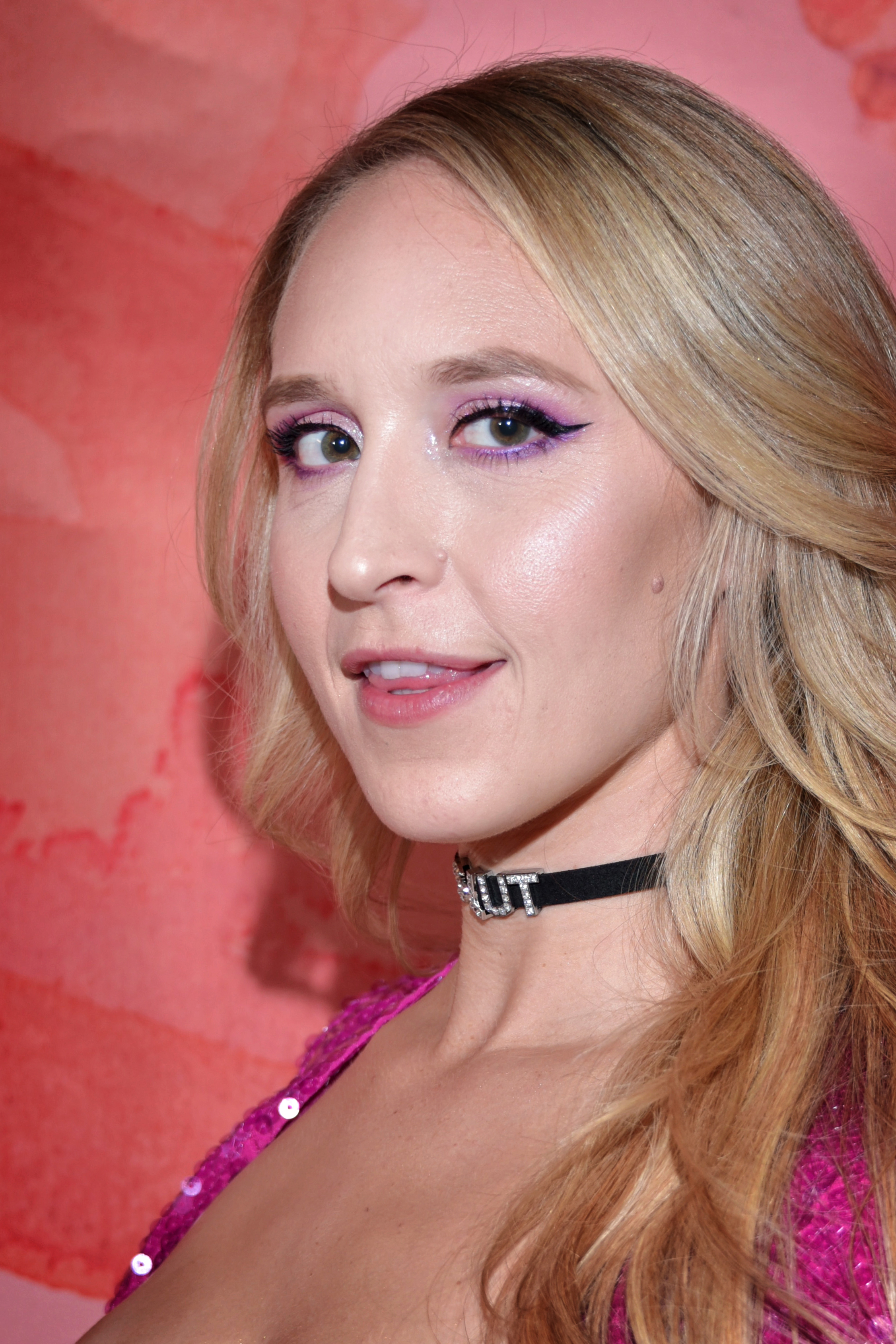
Ginger Banks va dimitir com a president de l'APAC el 2018.

Més tard, el 2018, la recentment elegida presidenta Ginger Banks va filmar una escena d'Evil Angel amb Jenny Blighe. Tant Banks com Blighe eren models de càmera web i aquesta va ser la seva primera escena pornogràfica, una escena de noia dirigida per John Stagliano. Segons Banks i Blighe, Stagliano les va tocar sense el seu consentiment durant el rodatge. Després que Blighe fes pública la seva experiència, Banks va començar a experimentar assetjament en línia a causa de la seva resposta inicial. Abans de la votació sobre si retirava Banks com a president, va fer un vídeo amb detalls de la seva experiència i del xicot de Blighe. Després del vídeo, Blighe va demanar l'eliminació de Banks i es va retirar voluntàriament. Banks més tard va presentar un informe d'agressió sexual i es va disculpar amb Blighe tant en privat com en públic, dient el 2020: "Hauria de ser responsable de la meva part en el gaslighting i negant la seva realitat".
El 10 d'agost de 2022, el Comitè de Defensa dels Artistes Adults va publicar una Carta de Drets dels Artistes. Aquest document detalla a què tenen dret els intèrprets quan són contractats. També indica a què tenen dret els intèrprets per mantenir una experiència generalment positiva en la seva carrera professional, així com quines condicions són favorables a la salut mental, emocional i física.

## Membres i activistes
La subscripció a l'APAC només està oberta a artistes pornogràfics. L'any 2016 hi havia uns 600 socis. APAC acull panells sobre treball sexual, manté directoris de recursos per a intèrprets i emet declaracions en nom dels seus membres sobre qüestions que sorgeixen dins de la indústria. Els seus segells d'aprovació destaquen experts en salut, dret i altres àmbits que no discriminen les treballadores sexuals. Un programa de mentors s'adreça a persones que ingressen al sector, a més d'altres orientacions disponibles per als nouvinguts. Un recurs de 2021 produït en col·laboració amb la Free Speech Coalition (FSC) descriu opcions per resoldre conflictes i respondre a incidents negatius en platós pornogràfics. L'organització és activa a Twitter, i ha pressionat contra legislacions com la Proposició 60, una proposta electoral de Califòrnia el 2016 que hauria requerit l'ús de preservatius en la pornografia.
L'organització ha estat criticada per manca de diversitat. Una sessió de fotos planificada i una col·laboració de contingut organitzada per APAC no van comptar amb fotògrafs femenins o no blancs. Reyes va dir el 2020: "Ens van cridar, vam admetre el nostre error i vam prendre mesures per solucionar-ho". A Pornography and Public Health (2021), Emily F. Rothman va escriure que l'organització ha estat criticada per la manca de personalitats importants implicades en la producció de pornografia gai. A més, Rob Zicari va declarar el 2014 que "APAC és un front per a Free Speech Coalition, agents i productors", en lloc d'actors pornogràfics. Zicari va fundar la United Adult Workers of America el 2013 com a alternativa al FSC, però s'havia dissolt en un any.